# Paraleia fulvescens
Paraleia fulvescens är en tvåvingeart som beskrevs av Tonnoir 1929. Paraleia fulvescens ingår i släktet Paraleia och familjen svampmyggor. Inga underarter finns listade i Catalogue of Life.